# Antonios Rengakos
Antonios Rengakos (griechisch Αντώνιος Ρεγκάκος; * 1957 in Athen) ist ein griechischer Altphilologe.
Rengakos studierte Klassische Philologie, Archäologie und Alte Geschichte an der Universität Freiburg, wo er als Schüler von Wolfgang Kullmann 1979 den Magistergrad erlangte und 1982 zum Dr. phil. promoviert wurde. Seit seiner Habilitation (1991) lehrte er als Privatdozent an der Universität Freiburg. Im Jahr 1994/1995 war er Gastprofessor an der Universität Wien. 1997 nahm er einen Ruf an die Aristoteles-Universität Thessaloniki an, wo er seither als Professor der Gräzistik in Lehre und Forschung aktiv ist. Von 2005 bis 2009 war er Leiter der Abteilung für Klassische Philologie.
Rengakos’ Forschungsschwerpunkte sind Epos, hellenistische Dichtung und Geschichtsschreibung. Er verfasste zahlreiche Aufsätze und Monografien zum Geschichtswerk des Thukydides und zur Rezeption und Überlieferung der homerischen Epen.
2011 wurde er ordentliches Mitglied der Akademie von Athen, 2012 der Academia Europaea. Im Jahr 2021 wurde er zum Vizepräsidenten der Athener Akademie gewählt und im Jahr 2022 zu deren Präsidenten.

## Schriften (Auswahl)
- Form und Wandel des Machtdenkens der Athener bei Thukydides. Wiesbaden 1984 (Hermes-Einzelschriften 48)
- Der Homertext und die hellenistischen Dichter. Wiesbaden 1993 (Hermes-Einzelschriften 64)
- Apollonius Rhodius und die antike Homererklärung. München 1994 (Zetemata 92)
- Το χαμόγελο του Αχιλλέα. Θέματα αφήγησης και ποιητικής στα ομηρικά έπη. Athen 2006
- Επινοώντας το παρελθόν. Γέννηση και ακμή της ιστοριογραφικής αφήγησης στην κλασική αρχαιότητα. Athen 2009
- (mit Th. Papanghelis) Brill’s Companion to Apollonius Rhodius. Leiden 2001 (2. Ausg. Leiden 2008)
- (mit A. Tsakmakis) Brill’s Companion to Thucydides. Leiden 2006
- (mit J. Grethlein) Narratology and Interpretation. Berlin 2008 (Trends in Classics Supplementary Volumes 4)
- (mit F. Montanari, Chr. Tsagalis) Brill’s Companion to Hesiod. Leiden 2009.